# Liste der Stolpersteine in Berlin-Kaulsdorf
Die Liste der Stolpersteine in Berlin-Kaulsdorf enthält die Stolpersteine im Berliner Ortsteil Kaulsdorf im Bezirk Marzahn-Hellersdorf, die an das Schicksal der Menschen erinnern, die im Nationalsozialismus ermordet, deportiert, vertrieben oder in den Suizid getrieben wurden. Die Spalten der Tabelle sind selbsterklärend. Die Tabelle erfasst insgesamt 12 Stolpersteine und ist teilweise sortierbar; die Grundsortierung erfolgt alphabetisch nach dem Familiennamen.
| Bild | Name              | Standort               |      | Verlegedatum  | Leben |
| ---- | ----------------- | ---------------------- | ---- | ------------- | --- |
|      | Elise Block       | Leopoldstraße 32       | Lage | 30. Nov. 2013 | * 23. März 1867 in Emden; geborene Seligmann, Witwe. Am 14. September 1942 mit dem Transport I/65, č. 6924 (zweiter großer Altentransport) nach Theresienstadt/Ghetto deportiert, wo sie am 26. September 1942 starb, laut Todesfallanzeige an akuter Dünndarmentzündung. |
|      | Amalie Fischl     | Hertwigswalder Steig 8 | Lage | 25. Okt. 2010 | Amalie Fischl wurde am 22. September 1913 in Bochum als Amalie Rosenstein geboren. Am 4. März 1943 wurde sie mit dem 34. Osttransport in das KZ Auschwitz deportiert, wo sie als verschollen gilt. |
|      | Else Fischl       | Mädewalder Weg 37      | Lage | 4. Aug. 2011  | Else Fischl wurde am 28. Juli 1892 in Wien als Else Abeles geboren. Sie war die Mutter von Emil und Ilse Fischl. Seit 1924 lebte sie zusammen mit Ilse im Mädewalder Weg 37. Sie arbeitete bei der Reinigungsfirma „Wullf und Pottien“ in der Späthstraße 50 in Britz. Am 4. März 1943 wurde sie mit dem 34. Osttransport in das KZ Auschwitz deportiert, wo sie als verschollen gilt. |
|      | Emil Fischl       | Hertwigswalder Steig 8 | Lage | 25. Okt. 2010 | Emil Fischl wurde am 24. November 1914 in Frankfurt (Oder) als Sohn von Else Fischl geboren. Er arbeitete als Techniker bei einer Firma in Tempelhof. Am 4. März 1943 wurde er mit dem 34. Osttransport in das KZ Auschwitz deportiert, wo er als verschollen gilt. |
|      | Ilse Fischl       | Mädewalder Weg 37      | Lage | 4. Aug. 2011  | Ilse Fischl wurde am 12. November 1919 in Regensburg als Tochter von Else Fischl geboren. Seit 1924 lebte sie zusammen mit ihrer Mutter Else im Mädewalder Weg 37. Am 4. März 1943 wurde sie mit dem 34. Osttransport in das KZ Auschwitz deportiert, wo sie als verschollen gilt. |
|      | Jona Fischl       | Hertwigswalder Steig 8 | Lage | 25. Okt. 2010 | Jona Fischl wurde am 28. April 1941 in Berlin als Tochter von Emil und Amalie Fischl geboren. Am 4. März 1943 wurde sie mit dem 34. Osttransport in das KZ Auschwitz deportiert, wo sie als verschollen gilt. |
|      | Carl Hotze        | An der Wuhle 41        |      | 5. Dez. 2019  | Marie-Luise und Carl Hotze waren überzeugte Kommunisten, die für ihre Gesinnung und ihren Glauben an eine kommunistische Zukunft dem nationalsozialistischen Regime getrotzt haben. Carl Hotze kam zunächst ins Konzentrationslager Sachsenhausen, später ins Konzentrationslager Mauthausen. Nach der Befreiung machte er sich zu Fuß auf den Weg von Österreich nach Hause, um dort zu erfahren, dass seine Frau nicht überlebt hat. Durch das selbstlose Handeln der Eheleute Hotze haben gefährdete KPD-Genossen ein Versteck vor Verfolgung gefunden. 1943 versteckten die Hotzes die jüdische Witwe Anna Degen und ihren damals 11-jährigen Sohn Michael und sicherten ihr Überleben. |
|      | Marie-Luise Hotze | An der Wuhle 41        |      | 5. Dez. 2019  | Marie-Luise Hotze wurde im September 1943 verhaftet und bezahlte ihre konsequente Haltung am 6. November 1944 mit dem Tod im Konzentrationslager Ravensbrück. |
|      | Hedwig Mentzen    | Hannsdorfer Straße 8   | Lage | 12. Mai 2016  | Hedwig Mentzen wurde als Hedwig Kahn 1886 geboren. Sie war eines von neun Kindern, der Vater Viehhändler, die Mutter früh verstorben. Sie erlernte den Beruf einer Kindergärtnerin, heiratete 1909 Moritz Adler in Berlin, in zweiter Ehe 1915 Edmund Mentzen, der bereits 1917 im Alter von 46 Jahren starb. Dieser war nichtjüdischer Abstammung, gehörte der evangelischen Religionsgemeinschaft an. Die Ehe blieb kinderlos. 1927 trat Hedwig Mentzen aus der jüdischen Gemeinde aus. Dennoch war sie aufgrund ihrer jüdischen Herkunft der Verfolgung durch die Nationalsozialisten ausgesetzt. In den 1930er Jahren lebte sie in Krummhübel im Riesengebirge, wo sie eine kleine Drogerie besaß. Während des Novemberpogroms 1938 flüchtete sie nach Berlin und wohnte in verschiedenen Stadtteilen zur Untermiete, bis ihr 1941 ein Zimmer mit Küche in der Billungstraße 8 (heute Hannsdorfer Straße 8) zugewiesen wurde. Es sollte ihr letzter Wohnsitz werden. In der Transportliste des 11. Transports nach Osten vom 28. März 1942 ist Hedwig Mentzen unter dem Kennzeichen 11994, Kennkarten-Nr. 0001 erfasst. Der Transport ging über das Sammellager in der Levetzowstraße in Tiergarten ab Bahnhof Grunewald nach Zwangsarbeitslager Trawniki – in den Tod. |
|      | Emil Roth         | Hannsdorfer Straße 8   | Lage | 6. Aug. 2014  | Emil Roth wurde am 11. Juni 1881 geboren. Er war Diplom-Bauingenieur und später als Beamter tätig. 1929 baute er zusammen mit seiner Frau Emilie das Einfamilienhaus in der heutigen Hannsdorfer Straße 8. Am 7. April 1933 wurde er entlassen und später als Hilfsarbeiter bei der Daimler-Benz AG in Berlin-Marienfelde dienstverpflichtet. Am 2. Juni 1942 wurden er und seine Frau in Richtung Lublin im besetzten Polen deportiert. Dort verliert sich ihre Spur. |
|      | Emilie Roth       | Hannsdorfer Straße 8   | Lage | 6. Aug. 2014  | Emilie Roth, geb. Becker, wurde am 6. März 1882 geboren. Am 2. Juni 1942 wurde sie zusammen mit ihrem Mann mit dem 14. Transport vom Bahnhof Grunewald in Richtung Lublin im besetzten Polen deportiert. Ihr weiteres Schicksal ist unbekannt. |
|      | Eva Wolff         | Nentwigstraße 10       | Lage | 29. Nov. 2012 | * 23. März 1878 in Schenklengsfeld; geborene Tannenberg. Am 2. Juni 1942 mit dem XIV. Transport „Osten“ vermutlich nach Sobibor, danach verschollen in Majdanek. |